# Lamanère
Lamanère (katalanisch la Menera) ist eine französische Gemeinde mit 54 Einwohnern (Stand 1. Januar 2022) im Département Pyrénées-Orientales in der Region Okzitanien. Sie gehört zum Arrondissement Céret und zum Kanton Le Canigou.

## Geografie
Lamanère liegt in den Pyrenäen und ist die südlichste Gemeinde des Départements Pyrénées-Orientales und damit des französischen Festlands. Hier entspringt das Flüsschen Lamanère, ein Zufluss des Tech. Nachbargemeinden von Lamanère sind Serralongue im Nordosten, Albanyà (Spanien) im Südosten, Montagut i Oix (Spanien) im Süden, Camprodon (Spanien) im Südwesten und Prats-de-Mollo-la-Preste im Nordwesten.

## Bevölkerungsentwicklung
| Jahr      | 1962 | 1968 | 1975 | 1982 | 1990 | 1999 | 2013 |
| Einwohner | 198  | 113  | 74   | 60   | 37   | 44   | 47   |

## Sehenswürdigkeiten
- Tours de Cabrenç
- Romanische Kirche Sainte-Christine
- Romanische Kirche Saint-Sauveur

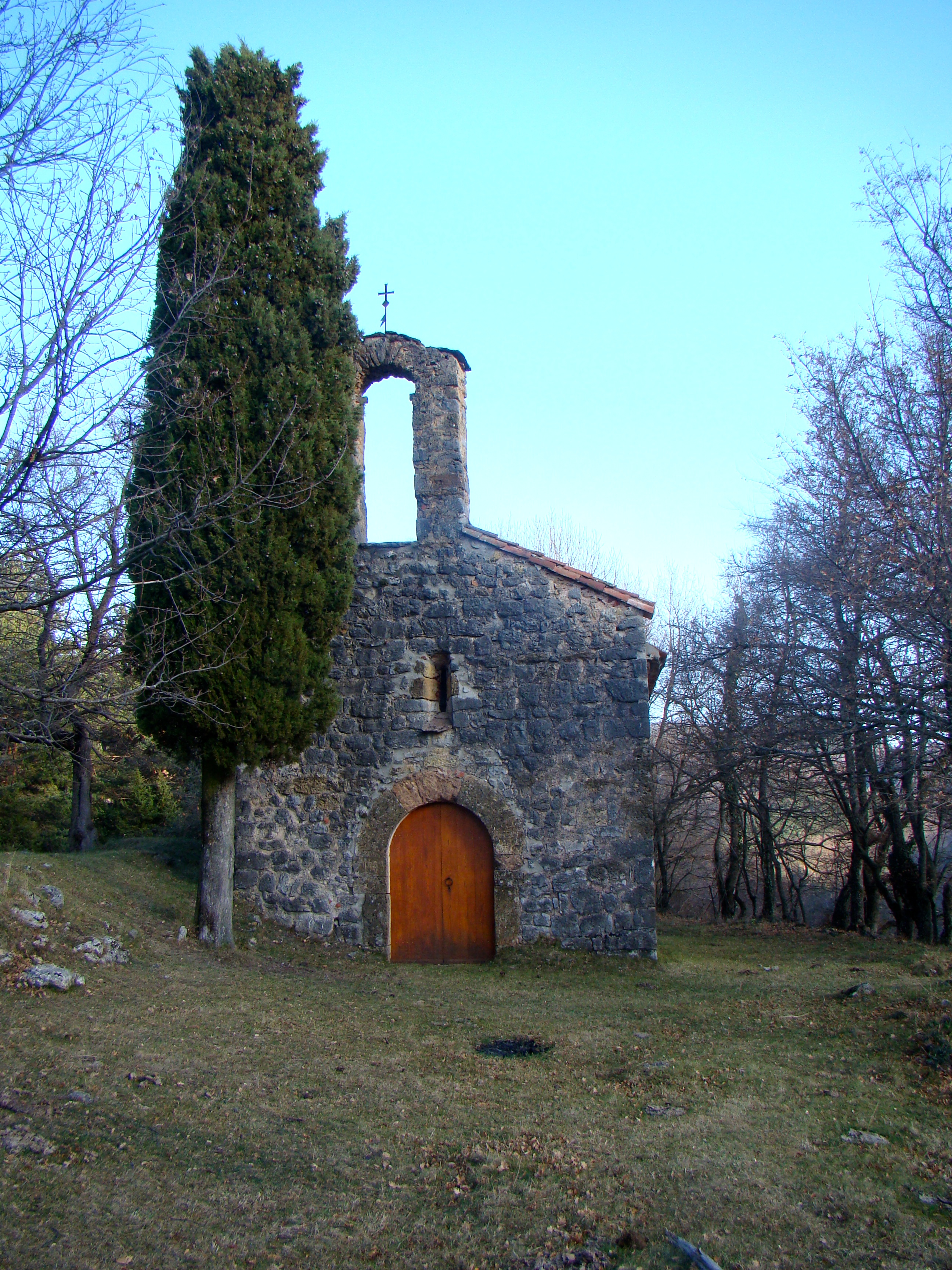
Kirche Sainte-Christine
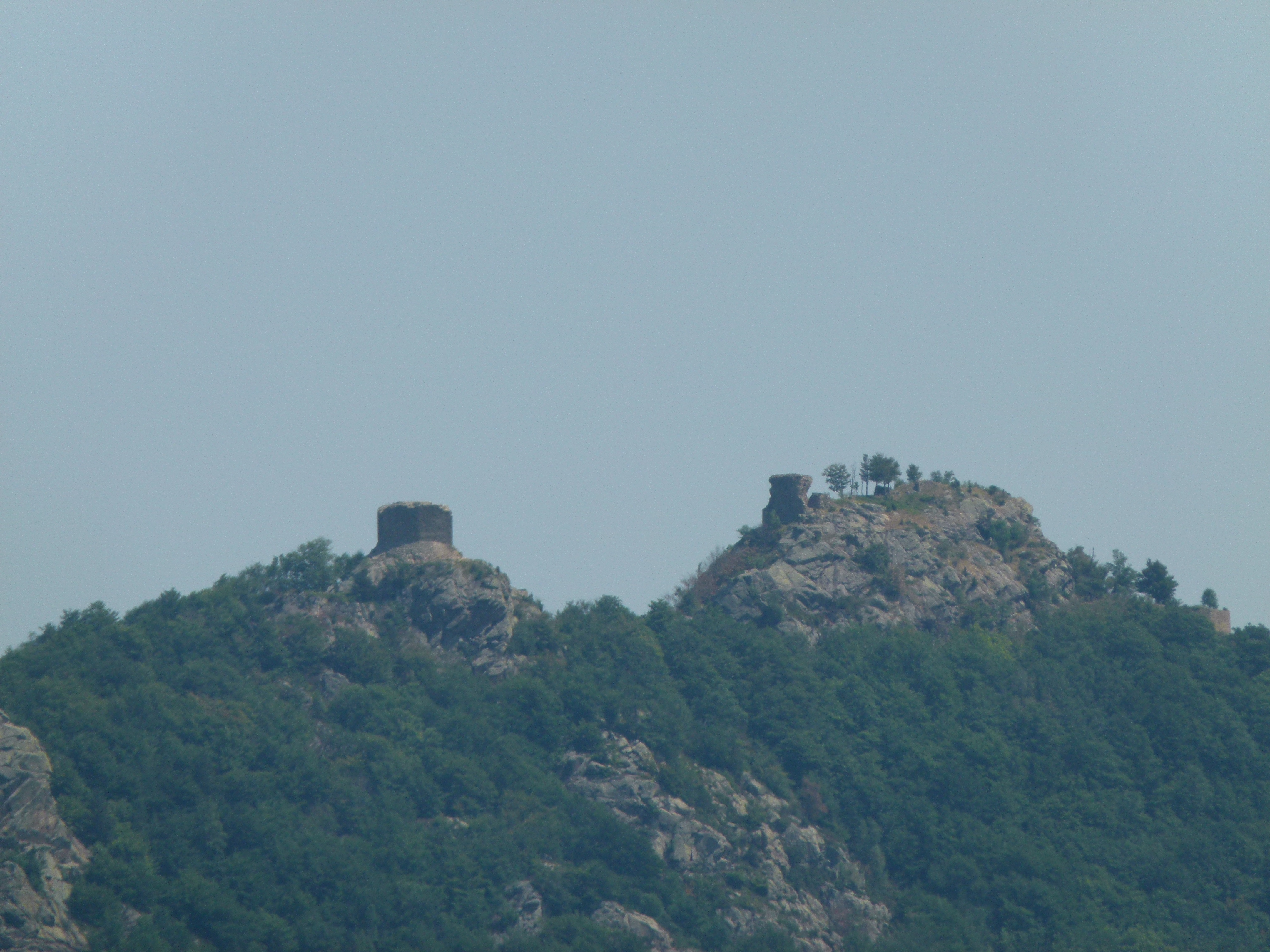
Tours de Cabrenç